# Glaignes
Cet article possède un paronyme, voir Graignes.
Glaignes est une commune française située dans le département de l'Oise en région Hauts-de-France.

## Géographie

### Localisation
La commune est située dans le sud du département de l'Oise, dans le Valois, et plus particulièrement dans la vallée de la rivière Sainte-Marie, affluente de l'Automne, à 5 km au nord-ouest de Crépy-en-Valois.
Glaignes est un village à caractère rural en dehors de toute agglomération. La distance orthodromique avec la capitale, au sud-ouest, est de 59 km. Le chef-lieu de d'arrondissement de Senlis est éloigné de 20 km, et le chef-lieu d'arrondissement de Compiègne de 16 km, et l'aéroport Roissy-Charles-de-Gaulle est situé à 38 km au sud. Rocquemont comporte un hameau, le Plessis-Châtelain, situé à l'extrémité nord-ouest du territoire communal. Le hameau comportait une partie habitée sise sur la commune de Néry.
Le village est bâti sur les deux versants de la vallée orientée dans un sens nord-sud et profond d'une cinquantaine de mètres par rapport au plateau agricole qui le domine. La largeur de la vallée est de 900 m au niveau du village. La limite est du territoire communal est identique à la crête de la vallée, alors que la commune s'étend largement sur le plateau côté ouest. Environ la moitié du territoire de Glaignes est représentée par le plateau, dont l'aspect dénudé contraste fortement avec le cadre boisé et les multiples perspectives de vue qu'offre la vallée. Le point culminant de la commune est situé sur le plateau, à 116 m au-dessus du niveau de la mer. Au sud-est, au nord-est et au nord, deux portions de la limite de Glaignes avec Orrouy sont matérialisées par la rivière, dont le confluent avec l'Automne est localisé exactement à l'extrémité nord-est du territoire. C'est également le point le plus bas de la commune, à 46 m au-dessus du niveau de la mer. Au sud, c'est le ru de Baybelle qui forme la limite d'avec Séry-Magneval sur une courte section. Ce ru coule au fond d'un vallon secondaire de celui de la rivière Sainte-Marie.

### Communes limitrophes
| Béthisy-Saint-Martin |          | Orrouy        |
|                      | Glaignes |               |
| Rocquemont           |          | Séry-Magneval |

### Transports et déplacements
Glaignes est desservie par une seule route départementale, la RD 116 en provenance de la vallée de l'Automne près d'Orrouy au nord, et à destination de Crépy-en-Valois au sud-est. Peu après la limite sud de Glaignes, commence la courte RD 116e faisant communiquer la RD 116 avec la RD 1324 Crépy-en-Valois - Senlis à Duvy. Des voies communales relient Glaignes à Néry et Trumilly (par Rocquemont) à l'ouest, et à Béthancourt-en-Valois sur la RD 332 au nord-est. Cette dernière route représente la liaison la plus courte avec Compiègne.
Glaignes ne dispose pas d'une gare sur son territoire, la gare la plus proche étant celle de Crépy-en-Valois. Elle est desservie par des trains TER Hauts-de-France et la ligne K du Transilien depuis la gare de Paris-Nord. La voie ferrée traversant le territoire communal à l'est est la ligne d'Ormoy-Villers à Boves, sans trafic voyageurs.
La commune est desservie, en 2023, par les lignes 656 et 6441 du réseau interurbain de l'Oise.

### Hydrographie

#### Réseau hydrographique
La commune est située dans le bassin Seine-Normandie. Elle est drainée par la rivière Sainte-Marie et le ruisseau Baybelle,,.
La rivière Sainte-Marie, d'une longueur de 11 km, prend sa source dans la commune de Auger-Saint-Vincent et se jette  dans l'Automne à Orrouy, après avoir traversé cinq communes. 

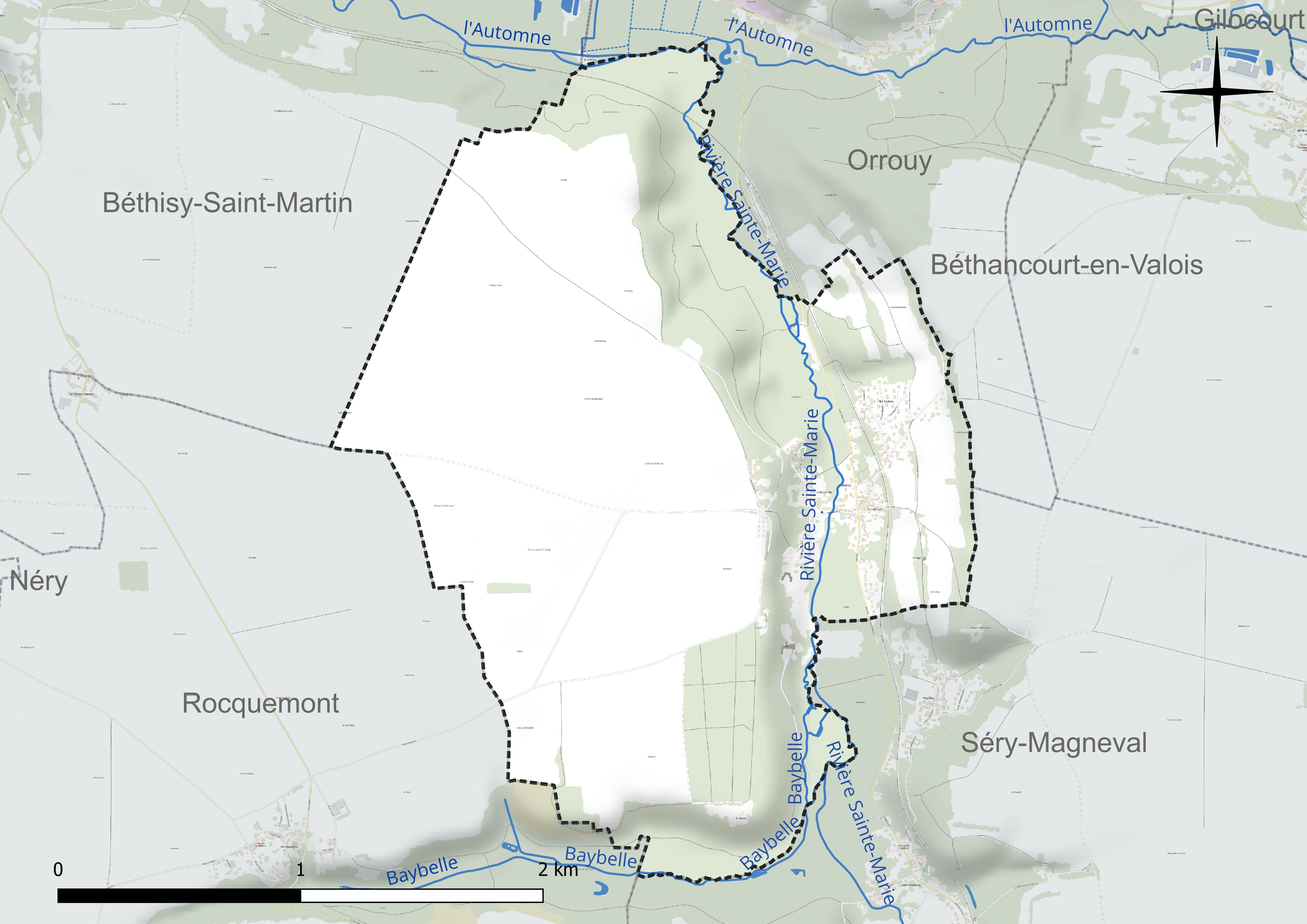
Réseau hydrographique de Glaignes.

#### Gestion et qualité des eaux
Le territoire communal est couvert par le schéma d'aménagement et de gestion des eaux (SAGE) « Sensée ». Ce document de planification concerne un territoire de 287 km2 de superficie, délimité par le bassin versant de l'Automne. Le périmètre a été arrêté le 28 mai 1996 et le SAGE proprement dit a été approuvé le 16 décembre 2003 puis révisé le 10 mars 2016. La structure porteuse de l'élaboration et de la mise en œuvre est le syndicat d'aménagement et de gestion des eaux du Bassin Automne (S.A.G.E.B.A). 
La qualité des cours d'eau peut être consultée sur un site dédié géré par les agences de l'eau et l'Agence française pour la biodiversité. 

### Climat
Pour des articles plus généraux, voir Climat des Hauts-de-France et Climat de l'Oise.
En 2010, le climat de la commune est de type climat océanique dégradé des plaines du Centre et du Nord, selon une étude du CNRS s'appuyant sur une série de données couvrant la période 1971-2000. En 2020, Météo-France publie une typologie des climats de la France métropolitaine dans laquelle la commune est dans une zone de transition entre le climat océanique et le climat océanique altéré et est dans la région climatique  Nord-est du bassin Parisien, caractérisée par un ensoleillement médiocre, une pluviométrie moyenne régulièrement répartie au cours de l'année et un hiver froid (3 °C). 
Pour la période 1971-2000, la température annuelle moyenne est de 10,5 °C, avec une amplitude thermique annuelle de 15 °C. Le cumul annuel moyen de précipitations est de 741 mm, avec 11,3 jours de précipitations en janvier et 8,6 jours en juillet. Pour la période 1991-2020, la température moyenne annuelle observée sur la station météorologique la plus proche, située sur la commune de Margny-lès-Compiègne à 17 km à vol d'oiseau, est de 11,2 °C et le cumul annuel moyen de précipitations est de 633,5 mm,. Pour l'avenir, les paramètres climatiques de la commune estimés pour 2050 selon différents scénarios d'émission de gaz à effet de serre sont consultables sur un site dédié publié par Météo-France en novembre 2022.

## Urbanisme

### Typologie
Au 1er janvier 2024, Glaignes est catégorisée commune rurale à habitat dispersé, selon la nouvelle grille communale de densité à sept niveaux définie par l'Insee en 2022.
Elle est située hors unité urbaine. Par ailleurs la commune fait partie de l'aire d'attraction de Paris, dont elle est une commune de la couronne,. 

### Occupation des sols
L'occupation des sols de la commune, telle qu'elle ressort de la base de données européenne d'occupation biophysique des sols Corine Land Cover (CLC), est marquée par l'importance des territoires agricoles (62 % en 2018), en diminution par rapport à 1990 (67,3 %). La répartition détaillée en 2018 est la suivante : 
terres arables (62 %), forêts (32,9 %), zones urbanisées (5,1 %). L'évolution de l'occupation des sols de la commune et de ses infrastructures peut être observée sur les différentes représentations cartographiques du territoire : la carte de Cassini (XVIIIe siècle), la carte d'état-major (1820-1866) et les cartes ou photos aériennes de l'IGN pour la période actuelle (1950 à aujourd'hui).

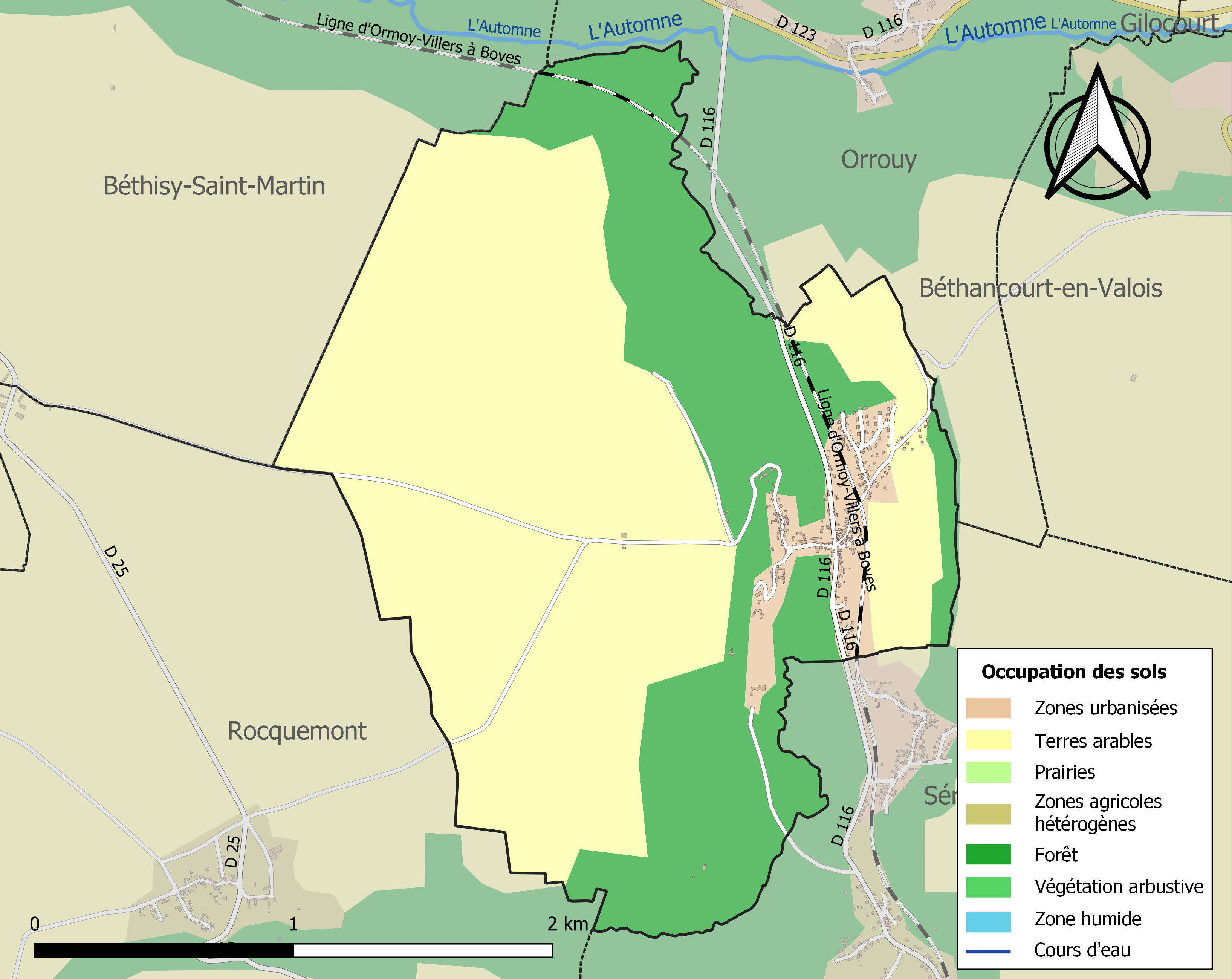
Carte des infrastructures et de l'occupation des sols de la commune en 2018 (CLC).

## Toponymie
Attestée sous les formes Glana (1253), Glenna, Glengna, Glagnes, Glengnes[réf. incomplète].
Un mot gaulois glanna a été identifié comme équivalent de « berge » et serait à l'origine du nom de Glaignes, mais la notion de rive appelant normalement un complément déterminatif, on sera plus porté à voir le nom de la vallée (vallée avec ruisseau), de la racine *glennos « vallée ».

## Politique et administration

### Rattachements administratifs et électoraux
La commune se trouve dans l'arrondissement de Senlis du département de l'Oise. Pour l'élection des députés, elle fait partie depuis 1988 de la cinquième circonscription de l'Oise.
Elle fait partie depuis 1801 du canton de Crépy-en-Valois. Dans le cadre du redécoupage cantonal de 2014 en France, ce canton, dont la commune est toujours membre, est modifié, mais toujours avec 25 communes.

### Intercommunalité
La commune est membre de la communauté de communes du pays de Valois, créée fin 1996.

### Liste des maires
| Période                                  | Période                        | Identité          | Étiquette | Qualité                                          |
| ---------------------------------------- | ------------------------------ | ----------------- | --------- | ------------------------------------------------ |
| Les données manquantes sont à compléter. |                                |                   |           |                                                  |
| mars 2001                                | 2008                           | Patrick Ramet     |           |                                                  |
| mars 2008                                | En cours (au 24 novembre 2017) | Marie-Paule Hardy | SE        | Agent immobilier Réélue pour le mandat 2014-2020 |

### Jumelages
Les villages de Russy-Bémont, Feigneux, Fresnoy, Morienval, Gilocourt, Béthancourt, Glaignes, Orrouy et Séry-Magneval se sont jumelés en 2000 avec la petite commune irlandaise d'Athboy, près de Dublin.

## Population et société

### Démographie

#### Évolution démographique
L'évolution du nombre d'habitants est connue à travers les recensements de la population effectués dans la commune depuis 1793. Pour les communes de moins de 10 000 habitants, une enquête de recensement portant sur toute la population est réalisée tous les cinq ans, les populations de référence des années intermédiaires étant quant à elles estimées par interpolation ou extrapolation. Pour la commune, le premier recensement exhaustif entrant dans le cadre du nouveau dispositif a été réalisé en 2007.

En 2022, la commune comptait 364 habitants, en évolution de −0,27 % par rapport à 2016 (Oise : +0,87 %, France hors Mayotte : +2,11 %).
| 1793 | 1800 | 1806 | 1821 | 1831 | 1836 | 1841 | 1846 | 1851 |
| ---- | ---- | ---- | ---- | ---- | ---- | ---- | ---- | ---- |
| 204  | 276  | 293  | 280  | 326  | 351  | 331  | 378  | 334  |

| 1856 | 1861 | 1866 | 1872 | 1876 | 1881 | 1886 | 1891 | 1896 |
| ---- | ---- | ---- | ---- | ---- | ---- | ---- | ---- | ---- |
| 320  | 309  | 319  | 303  | 298  | 393  | 269  | 295  | 322  |

| 1901 | 1906 | 1911 | 1921 | 1926 | 1931 | 1936 | 1946 | 1954 |
| ---- | ---- | ---- | ---- | ---- | ---- | ---- | ---- | ---- |
| 291  | 268  | 256  | 214  | 227  | 202  | 206  | 191  | 190  |

| 1962 | 1968 | 1975 | 1982 | 1990 | 1999 | 2006 | 2007 | 2012 |
| ---- | ---- | ---- | ---- | ---- | ---- | ---- | ---- | ---- |
| 191  | 204  | 209  | 356  | 404  | 377  | 368  | 362  | 359  |

| 2017 | 2022 | - | - | - | - | - | - | - |
| ---- | ---- | - | - | - | - | - | - | - |
| 372  | 364  | - | - | - | - | - | - | - |

#### Pyramide des âges
La population de la commune est relativement jeune.
En 2018, le taux de personnes d'un âge inférieur à 30 ans s'élève à 32,4 %, soit en dessous de la moyenne départementale (37,3 %). À l'inverse, le taux de personnes d'âge supérieur à 60 ans est de 27,2 % la même année, alors qu'il est de 22,8 % au niveau départemental.
En 2018, la commune comptait 194 hommes pour 182 femmes, soit un taux de 51,6 % d'hommes, largement supérieur au taux départemental (48,89 %).
Les pyramides des âges de la commune et du département s'établissent comme suit.
| Hommes | Classe d’âge | Femmes |
| ------ | ------------ | ------ |
| 0,0    | 90 ou +      | 0,0    |
| 5,7    | 75-89 ans    | 4,4    |
| 21,7   | 60-74 ans    | 22,6   |
| 22,4   | 45-59 ans    | 22,2   |
| 16,2   | 30-44 ans    | 20,1   |
| 16,7   | 15-29 ans    | 11,1   |
| 17,3   | 0-14 ans     | 19,6   |

| Hommes | Classe d’âge | Femmes |
| ------ | ------------ | ------ |
| 0,5    | 90 ou +      | 1,4    |
| 5,5    | 75-89 ans    | 7,6    |
| 15,6   | 60-74 ans    | 16,3   |
| 20,8   | 45-59 ans    | 20     |
| 19,4   | 30-44 ans    | 19,4   |
| 17,6   | 15-29 ans    | 16,2   |
| 20,6   | 0-14 ans     | 19,1   |

### Enseignement
Les enfants de la commune sont scolarisés par un regroupement pédagogique intercommunal qui regroupe Gilocourt, Béthancourt-en-Valois, Glaignes, Orrouy. Le syndicat scolaire a décidé de le transformer en regroupement pédagogique concentré à l'échéance 2020, pour lequel il prévoit de construire à Orrouy 900 m² de locaux scolaires,.

### Manifestations culturelles et festivités
Glaignes est une commune dont la population se passionne pour le théâtre, chaque année se déroule le théâtre de Glaignes[réf. nécessaire].

## Économie
La commune ne compte plus, en 2015, qu'un seul commerce de proximité, une boulangerie soutenue par la municipalité.

## Culture locale et patrimoine

### Lieux et monuments
Glaignes ne compte qu'un seul monument historique sur son territoire, l'église Saint-Marguerite-et-Notre-Dame) : 
Elle est implantée pittoresquement sur une terrasse à flanc de coteau, et sa silhouette caractéristique domine les parties basses du village, à l'ouest. 
Malgré un aspect encore roman et ses fenêtres en plein cintre, elle a été bâtie en plusieurs campagnes rapprochées au début du XIIIe siècle, dans le style gothique primitif. Des chapelles ont été ajoutées peu de temps après l'achèvement, au nord et au sud de la travée droite du chœur qui sert de base au clocher. 
L'église Sainte-Marguerite se signale par une construction solide ; une façade bien composée ; un clocher de facture romane, caractéristique de la région ; une belle homogénéité ; et par l'effet monumental de sa nef. 
Bien que construite à l'économique et conçue pour ne pas être voûtée, elle paraît élégante et élancée, et ses grandes arcades avec leurs chapiteaux de qualité sont remarquables. Une longue série de chantiers de réhabilitation est prévue par la municipalité.
Elle contient des fonts baptismaux du milieu du XIIIe siècle en pierre composés d'une base à neuf pans, d'un support central circulaire et d'une cuve également à neuf côtés et cantonnée sur trois petits côtés de chapiteaux sculptés polygonaux, avec décors végétaux.

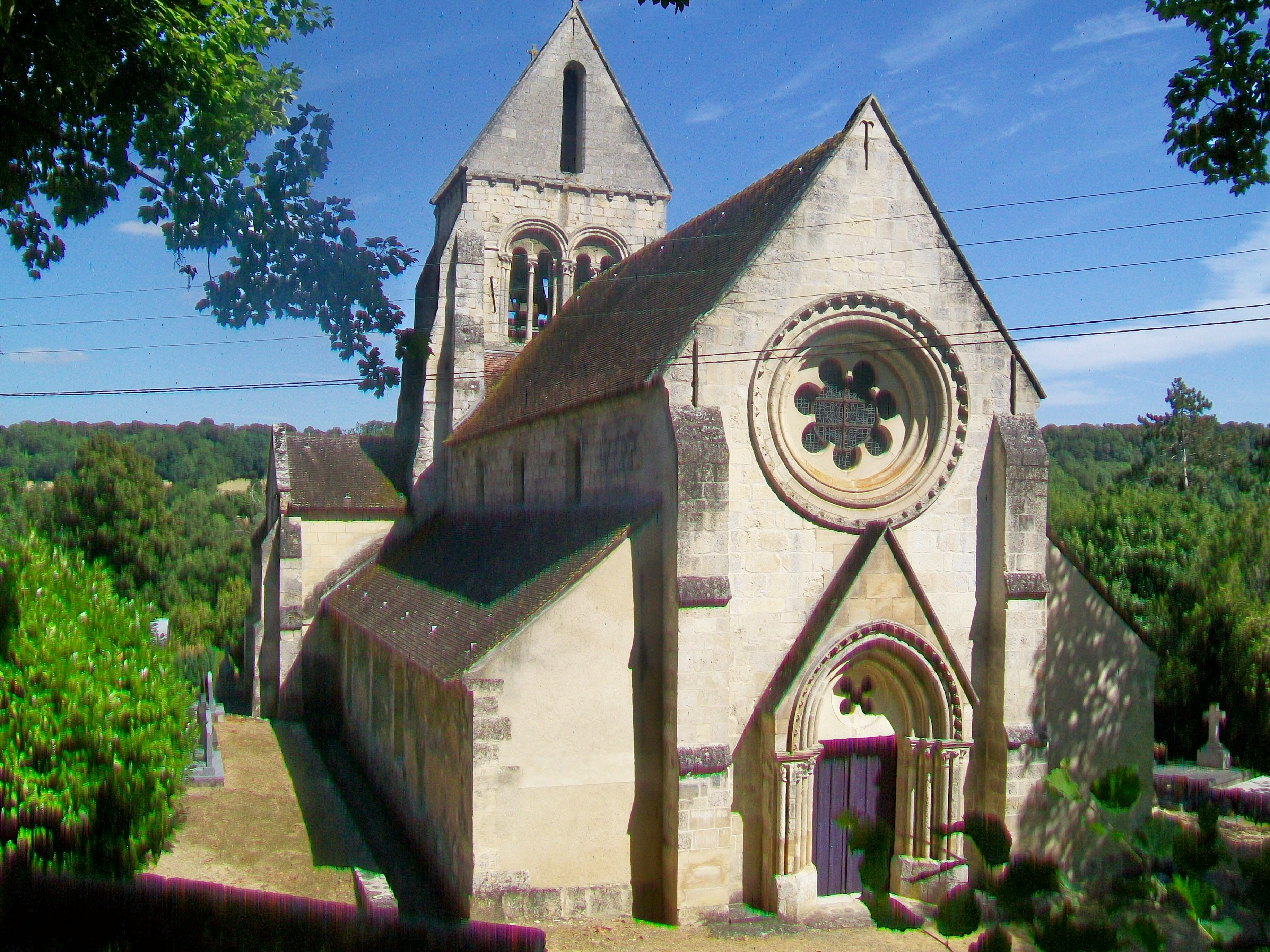
L'église depuis l'ouest.
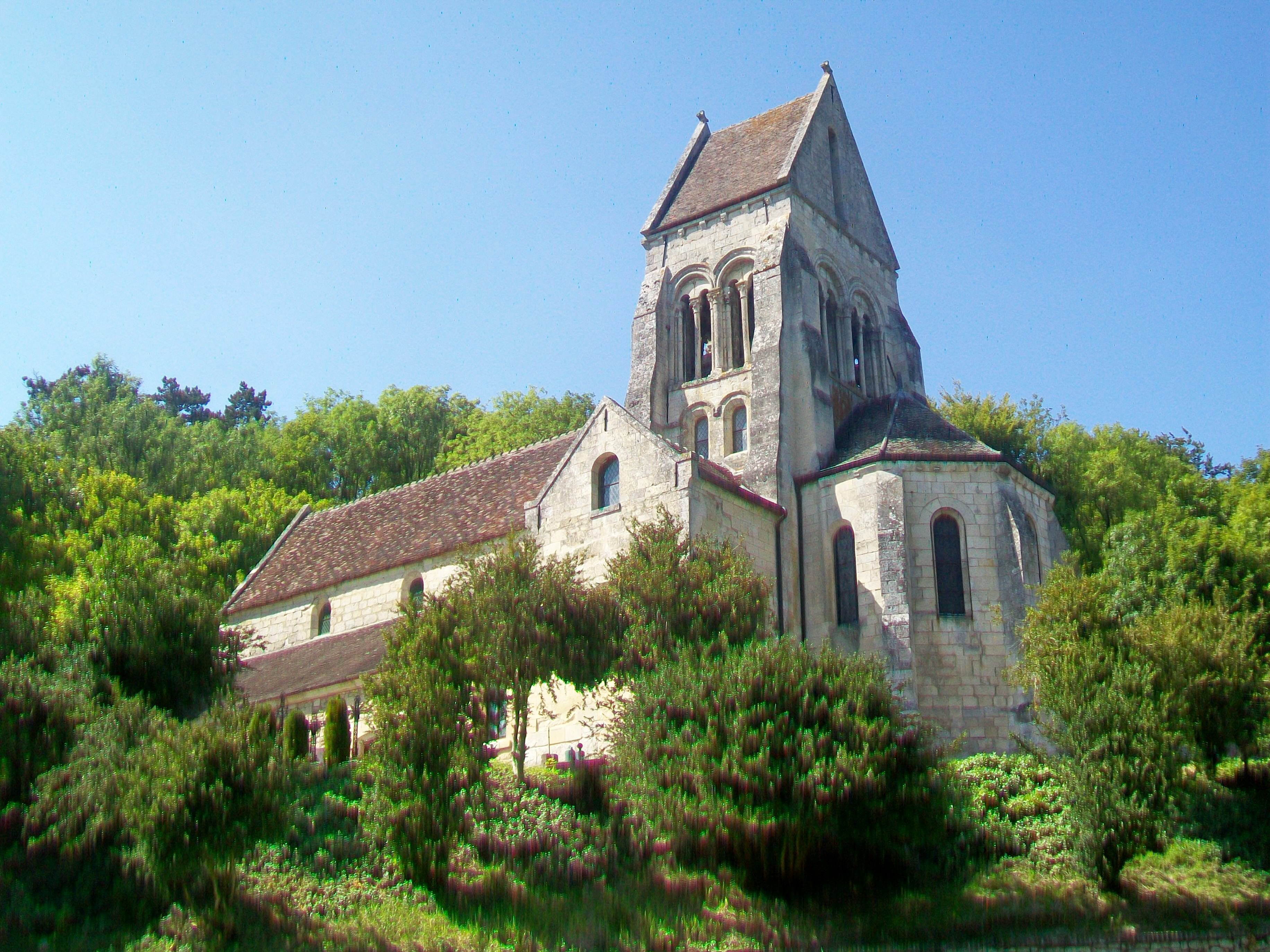
L'église depuis le sud-est.
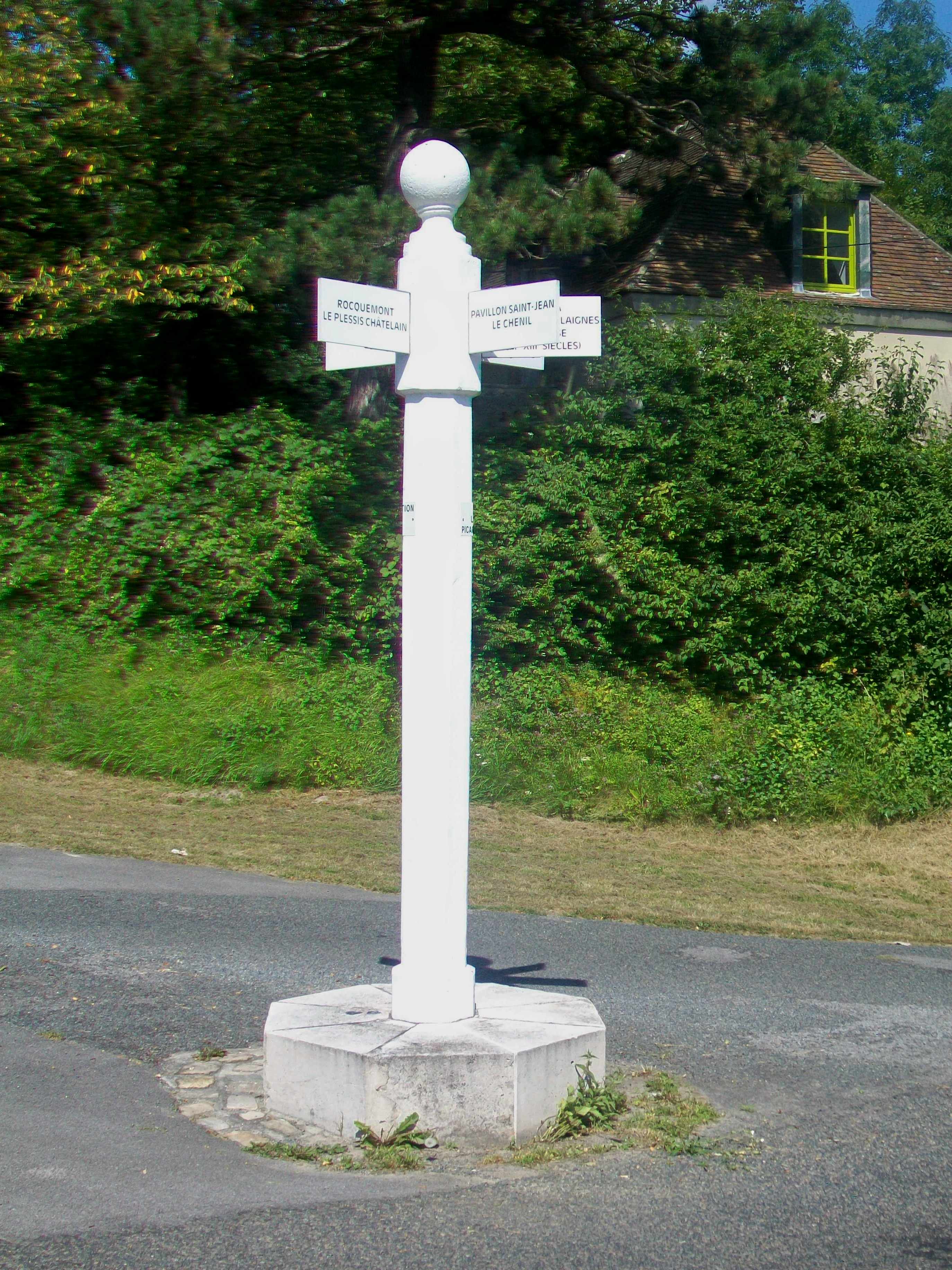
Poteau de chasse à courre.
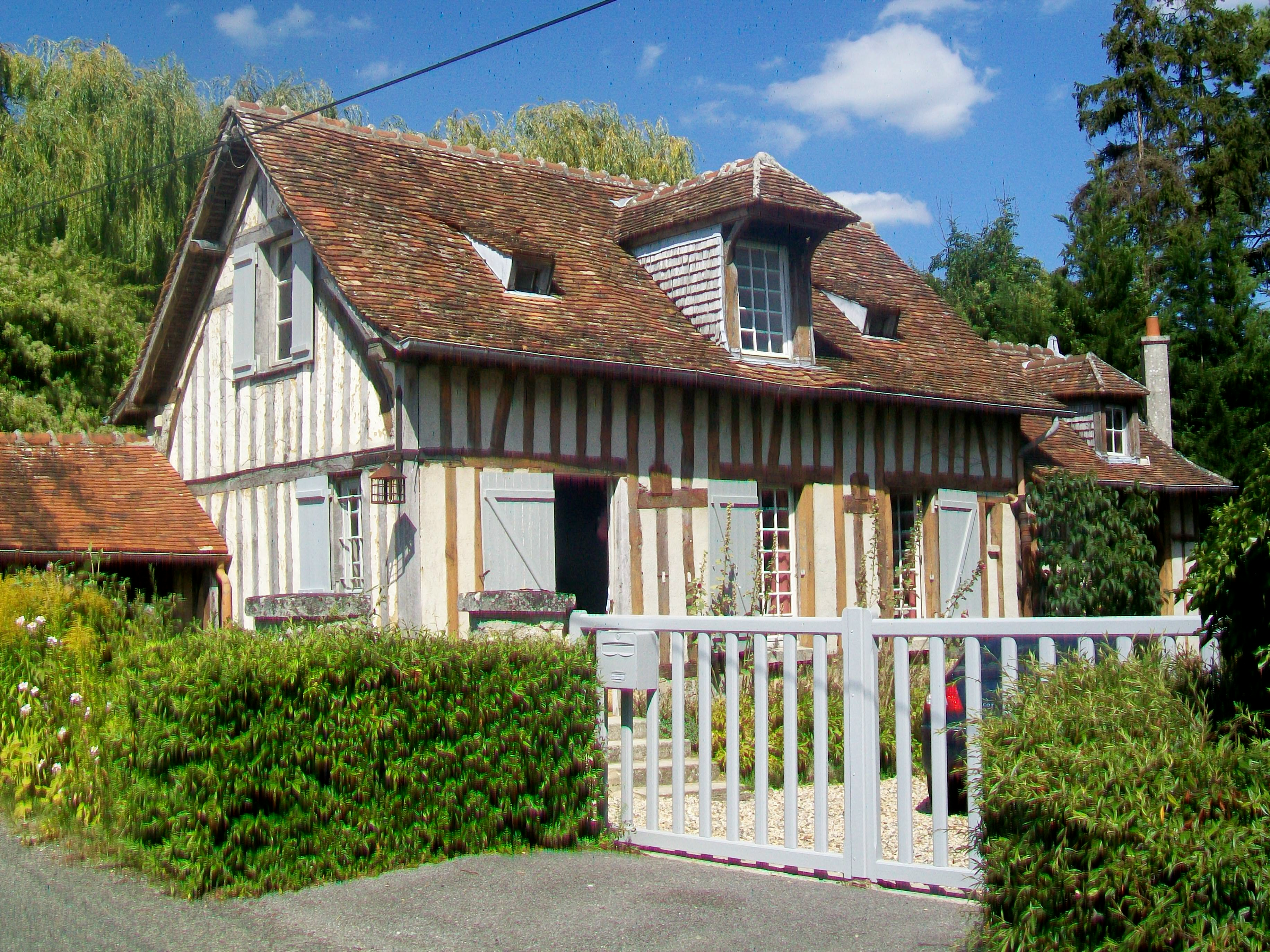
Maison à colombages.
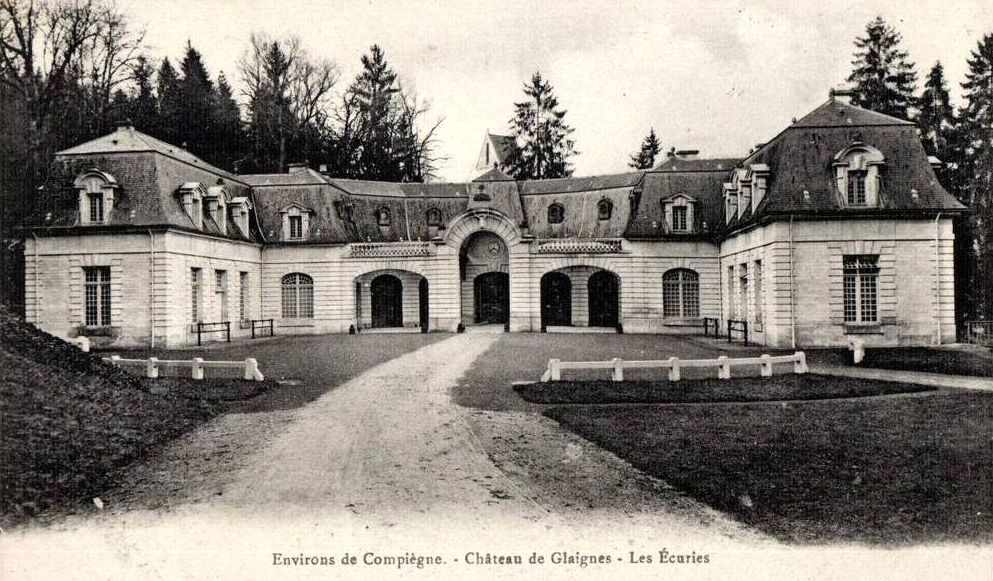
Les écuries du château.

On peut également signaler :
- Le poteau directionnel qui se trouve sur la route de Rocquemont n'est en aucun cas « un poteau de chasse à courre ». Il a été baptisé « Picard Piq'Hard »i en hommage à l'équipage du vicomte de Chézelles disparu en 1915. Il est construit selon le modèle des poteaux de la forêt de Compiègne.
- La maison à colombages, à la lisière du bois, rue du bois Berlette est une « fantaisie » reconstruite à cet endroit pierre à pierre par l'ancien propriétaire du lieu, architecte des Bâtiments de France. Elle est conservée sans modifications notables et garde son caractère authentique grâce à une restauration respectueuse.
- Le chenil.
- Les anciens communs du château, au sud de l'église : grand complexe de bâtiments à caractère représentatif, dans le style du XVIIIe siècle, sont maintenant une propriété privée dont le nom est « Les Écuries de Beaumarais ». Ils ont été construits sur les bases de l'ancien château médiéval du XIIe siècle démoli en 1860.
- Le château de Glaignes, au sud de l'église, propriété privée (non accessible au public et non-visible depuis la rue) a été construit à partir de 1860, et terminé en 1882[41]. Il a accueilli jusqu'en 2006 et pendant une trentaine d'années la Manécanterie des Petits Chanteurs à la croix de bois. Son jardin date du XIXe siècle[42]
- La lanterne des morts, place Beaumarais : C'est le monument aux morts du village (Première et Seconde Guerre mondiale). Sa  forme particulière a été choisie en référence à la lanterne des morts de Douaumont, point stratégique des différentes batailles décisives pour l'issue de la guerre 14-18. L'inauguration a été célébrée le 16 novembre 1930[43].
- Le lavoir à impluvium, près de la place Beaumarais. On accède au bassin par un court escalier depuis la rue. Autour du bassin, six poutres en bois supportent la toiture. Les parois sont en moellons. La décision de construire un lavoir a été prise en 1826. Le lavoir a été construit sur un terrain appartenant au chevalier de Lorière et aux Dames de Lorière et de Beaurain, qui assumèrent également les frais des travaux. En contrepartie, les donateurs se réservent l'usage exclusif du lavoir, vingt-cinq jours par an, mais s'engagent à annoncer les dates réservées quarante-huit heures au préalable. À défaut, ils doivent se contenter des emplacements libres, comme tout le monde[43].
- Le moulin à blé, place de Beaumarais.
- Jadis, quatre moulins travaillaient grâce à la rivière Sainte-Marie, en particulier deux moulins à papier, le moulin Rouge et le moulin Neuf. Le nombre d'ouvriers atteint la centaine en 1820[43].
- Le calvaire, au carrefour au centre du village, rue des Tonneliers (RD 116) : croix filigrane en fonte richement ornée, caractéristique du XIXe siècle. Elle  porte la statue du Christ, mais pas de chance pour celui qui a écrit cet article, le calvaire était en réfection ce jour-là !

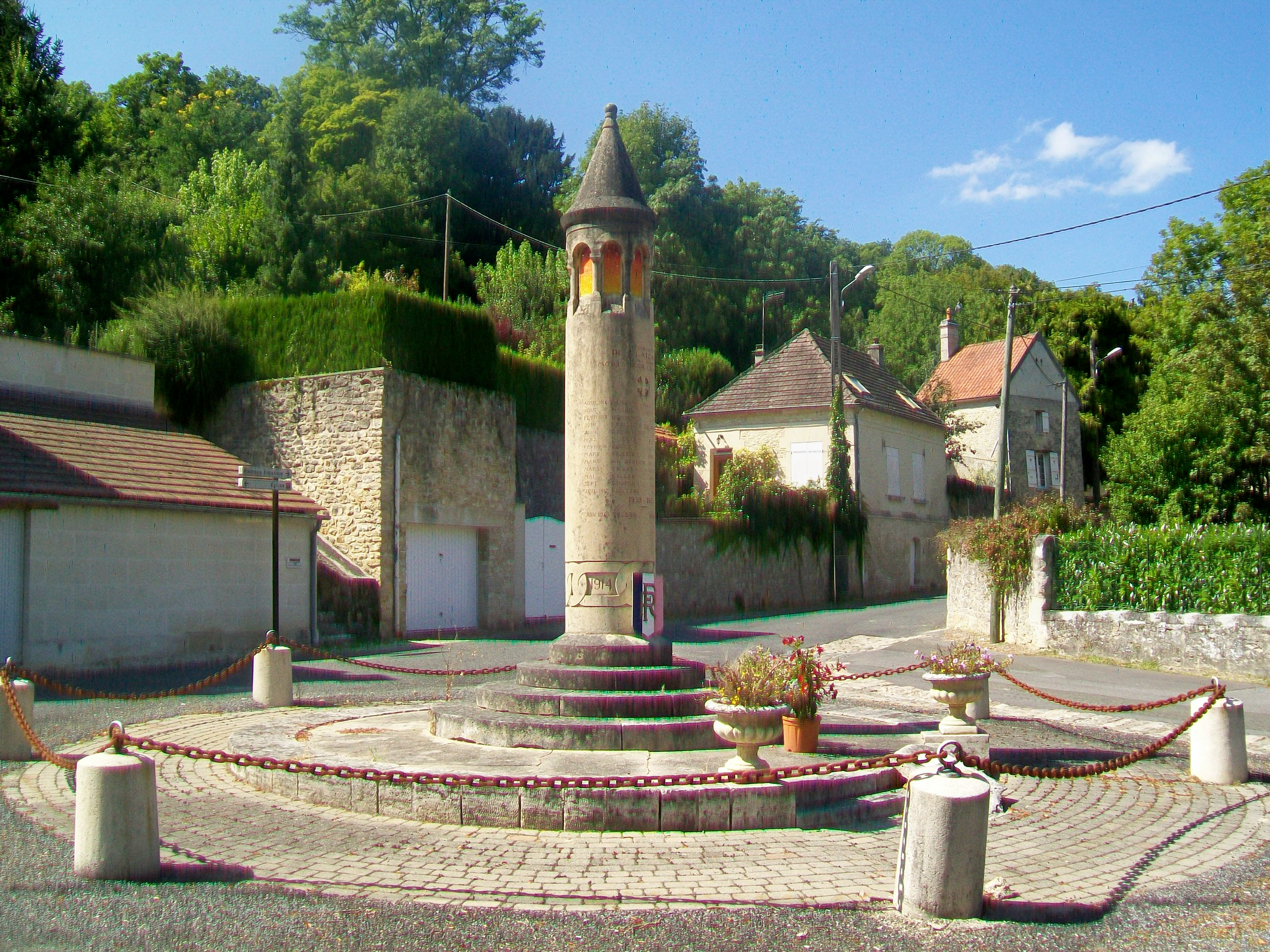
La lanterne des morts.
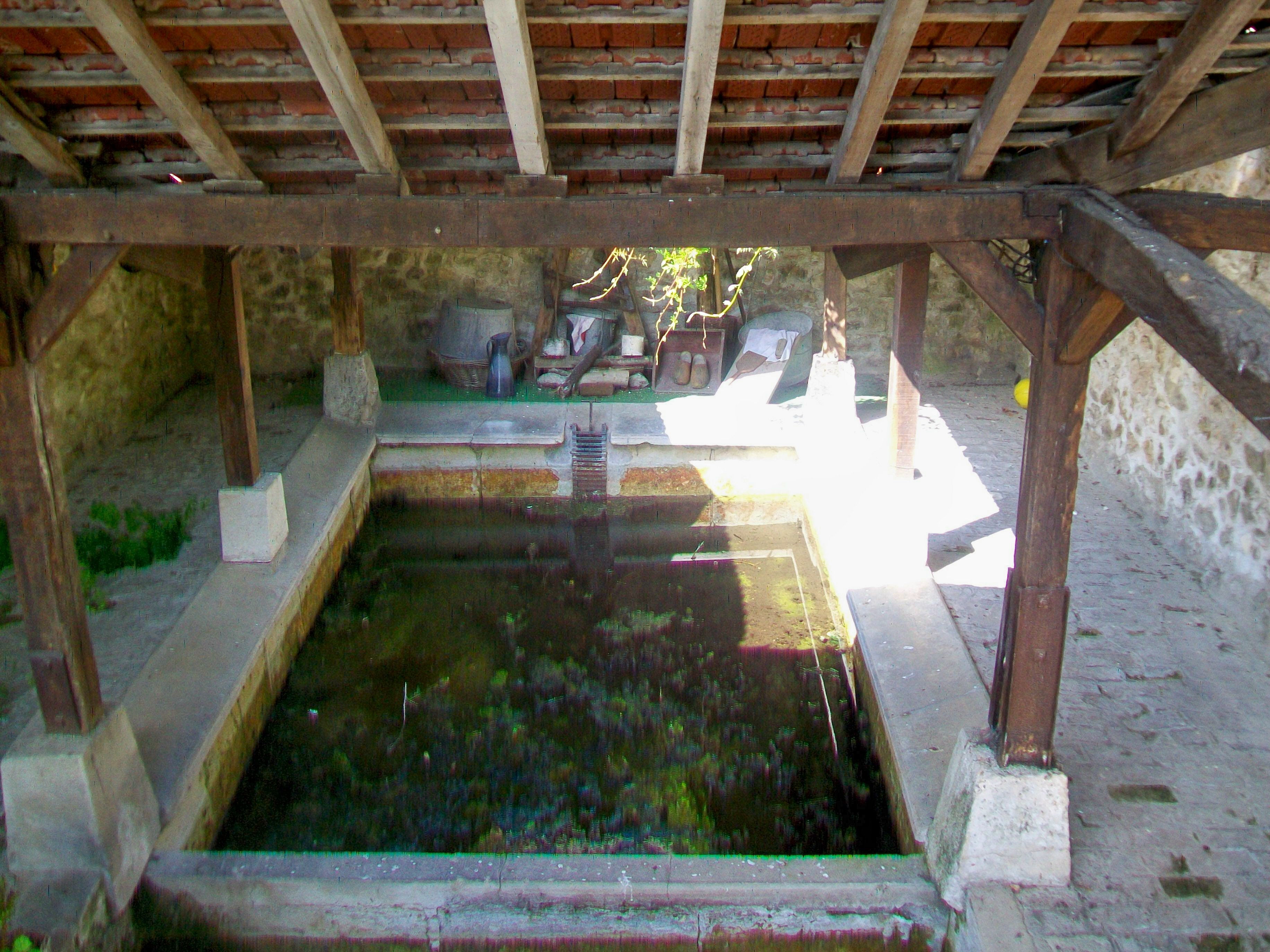
Intérieur du lavoir.
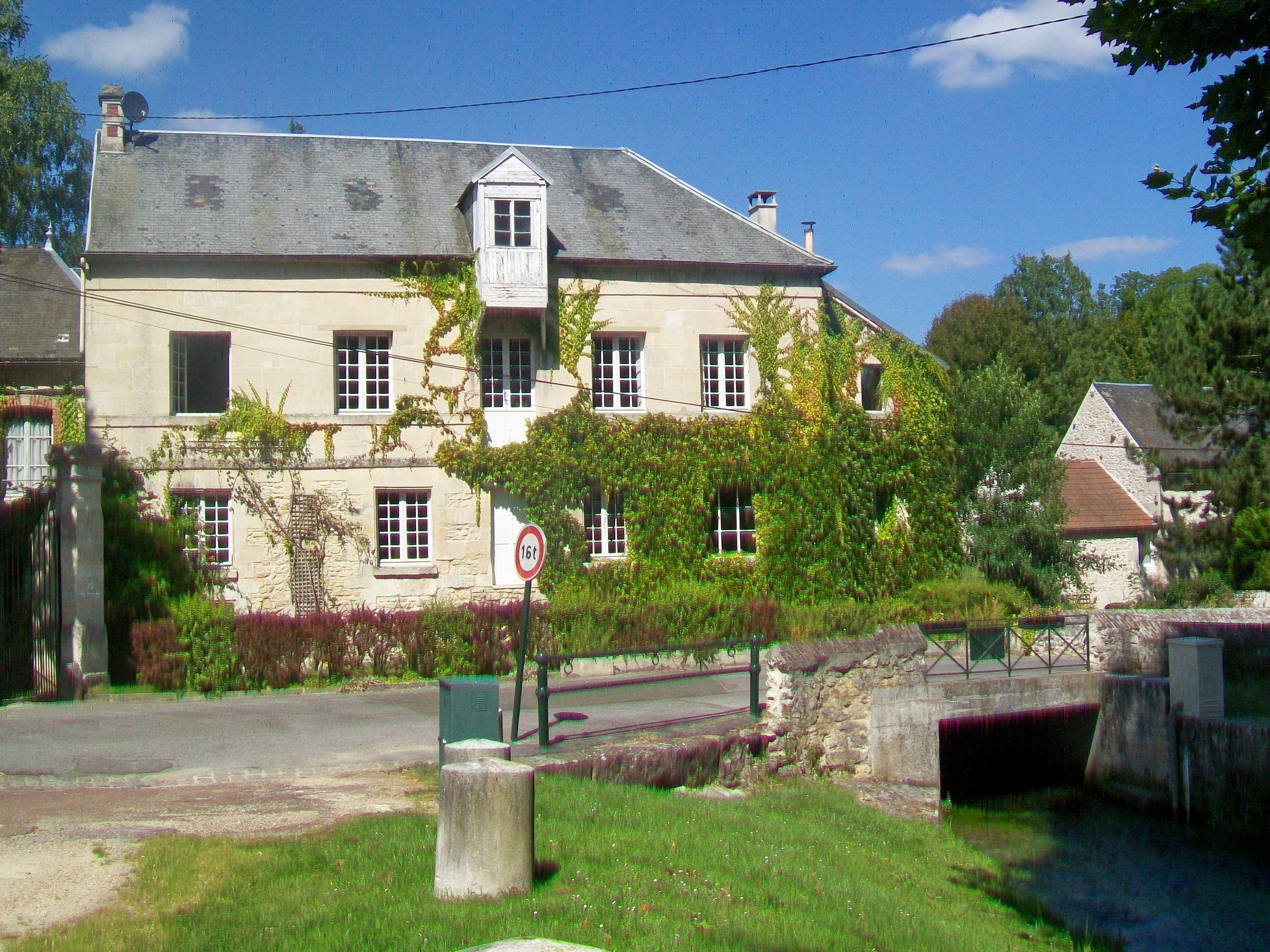
Ancien moulin à blé.
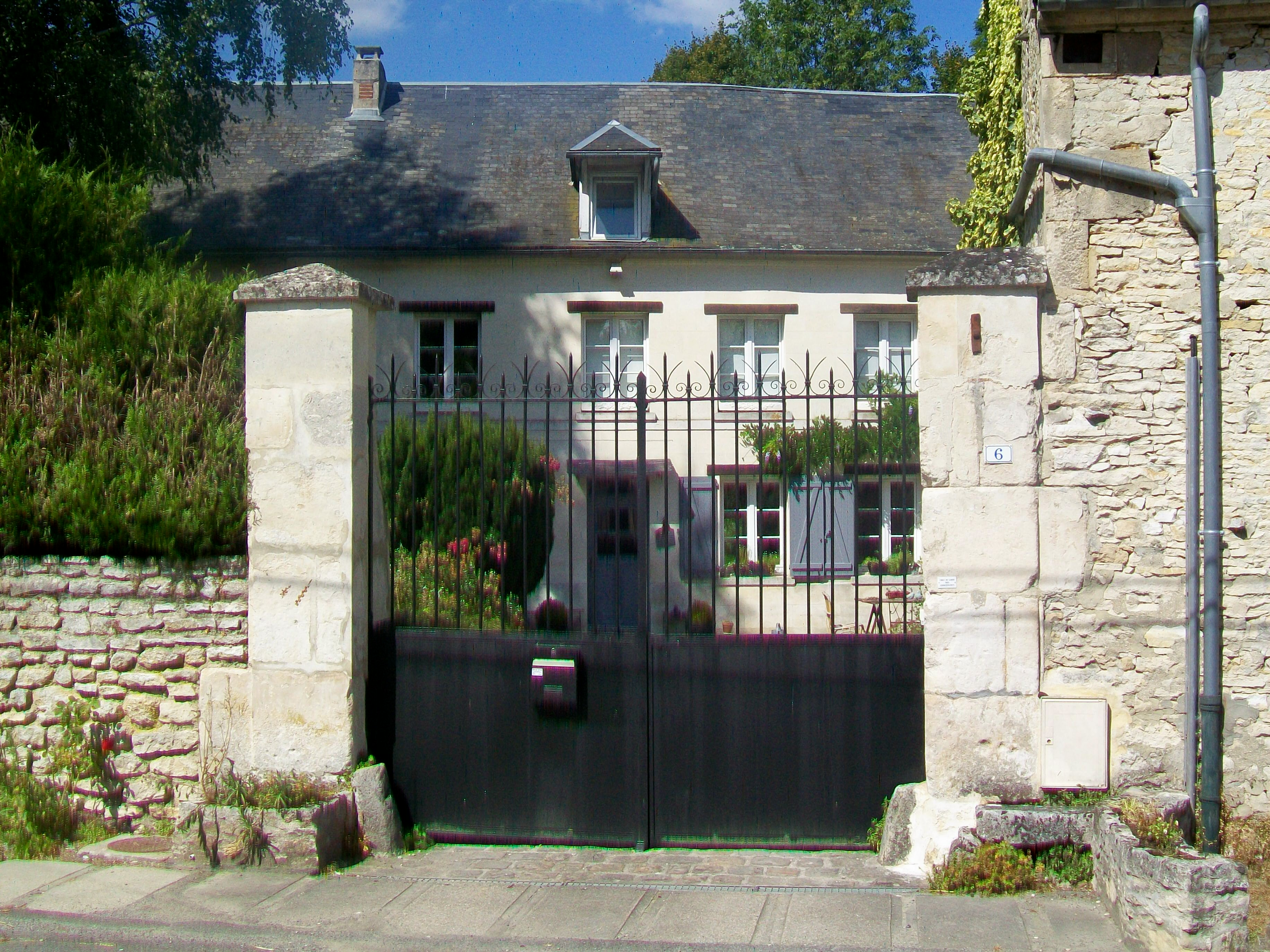
Ancienne papeterie, entrée.
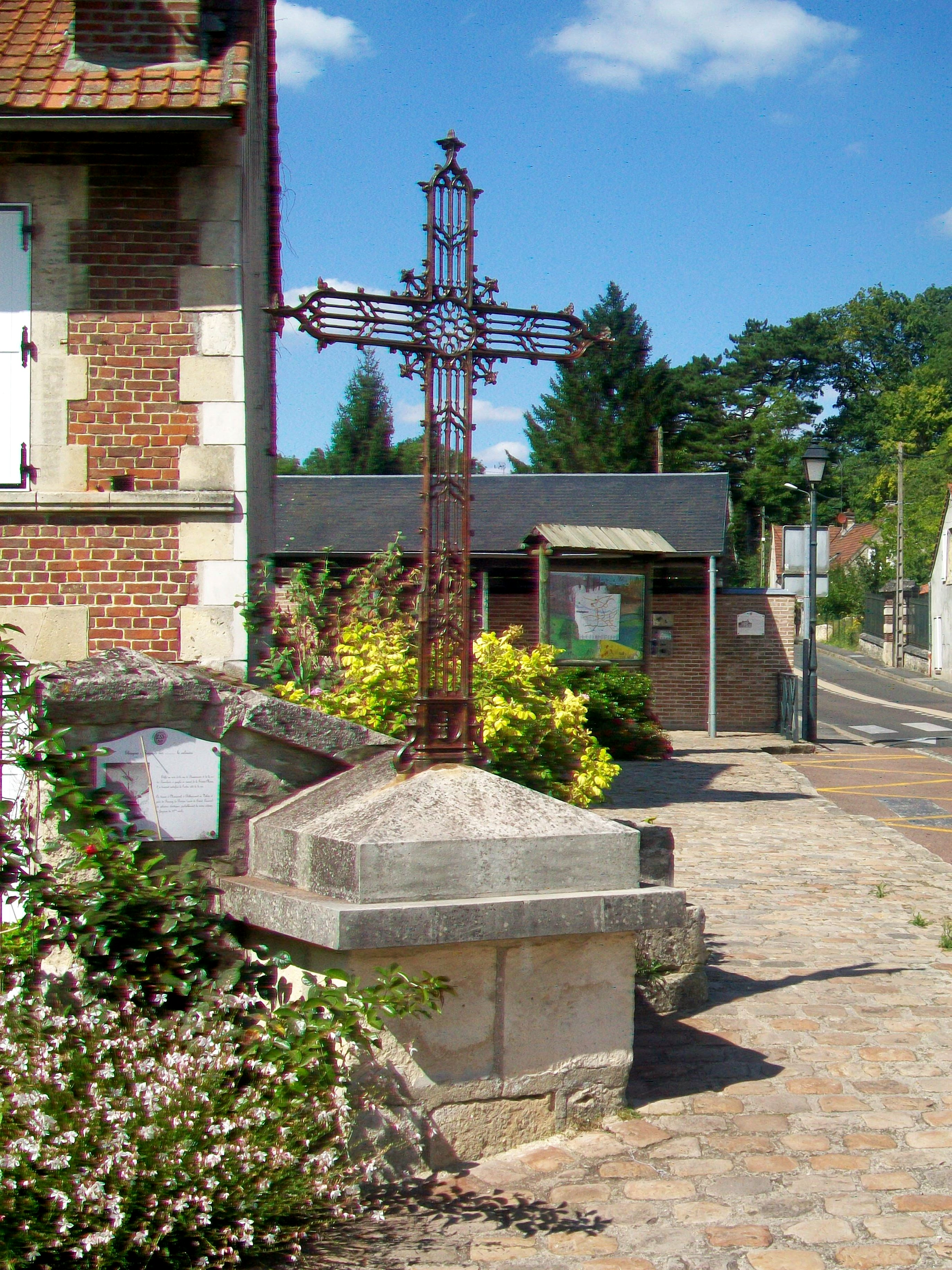
Croix de chemin.

Il convient également de mentionner la Grotte des Morts (19), découverte vers 1845 et publiée en 1871 par un certain Virgile Calland, dans sa "Notice sur une sépulture préhistorique découverte en 1871 dans le parc du château de Glaignes". Cette sépulture préhistorique creusée dans le tuf, au-dessous du plateau situé entre la vallée de Glaignes et celle de Bailleval, sur les flancs d'une colline abrupte, fut découverte une trentaine d'années avant 1875. Une vaste dalle debout et enfouie sous les éboulis fermait la grotte. On y trouva environ 40 squelettes qui furent dispersés. Calland y a trouvé des fragments osseux, des débris de poterie et de silex. (Humérus perforés, tibias aplatis).
Référence 19 : cf. bspf_0249-7638_1920_num_17_8_7523 Les Souterrains-Refuges de l'Oise Inventaire par le Dr Soubeiran : p. 181

### Personnalités liées à la commune
- Jean-Paul Frankeur, acteur né à Glaignes (1945-2018), fils de Paul Frankeur.